# Schönhausen (Elbe)
Schönhausen (Elbe) ist eine Gemeinde im Landkreis Stendal in Sachsen-Anhalt (Deutschland). Sie ist Sitz der Verbandsgemeinde Elbe-Havel-Land, der weitere fünf Gemeinden angehören.

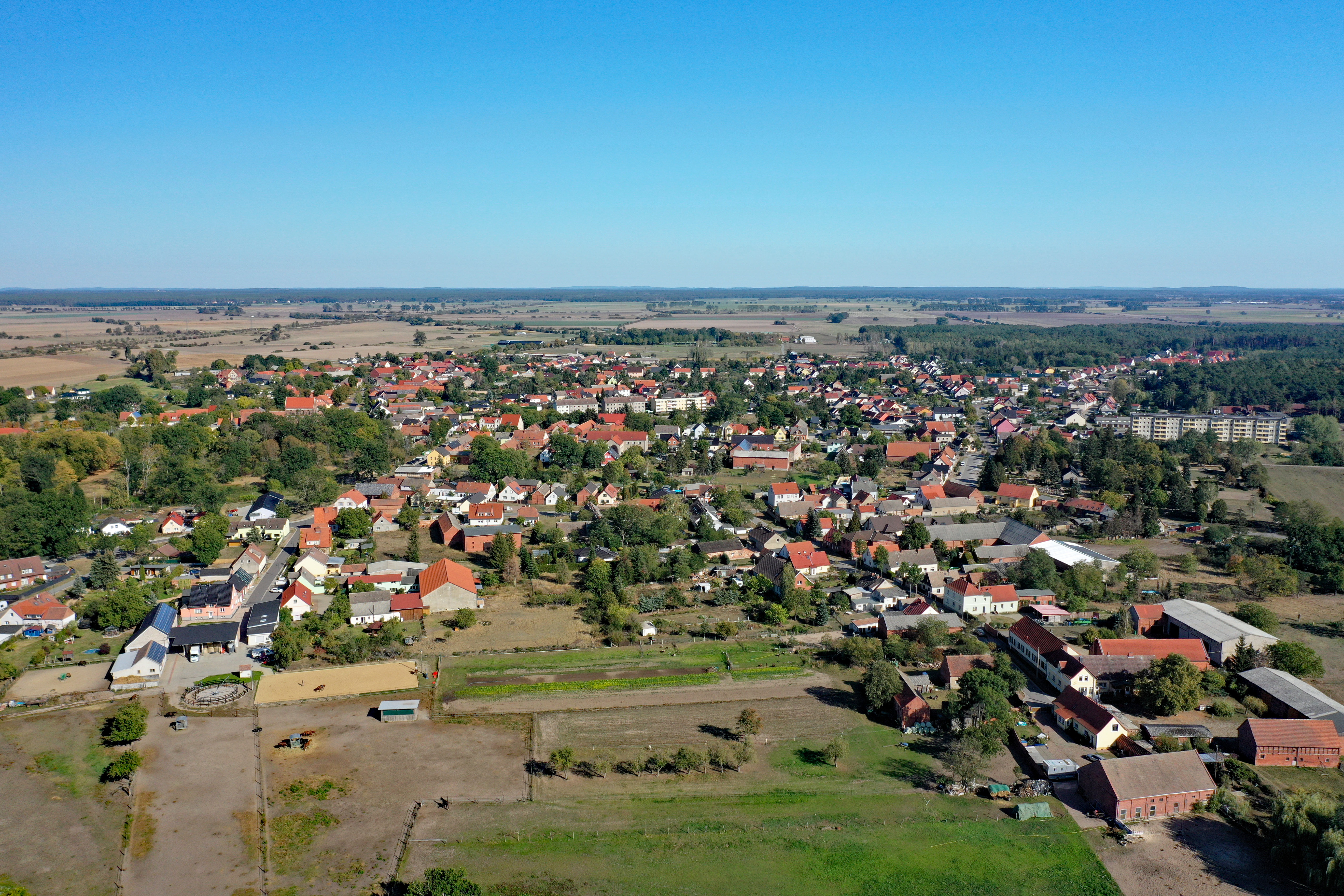
Luftbild von Schönhausen (Blick Richtung Osten)

## Geografie

### Lage
Die Gemeinde Schönhausen (Elbe) liegt 70 km nördlich von Magdeburg, auf der östlichen Seite der Elbe, auf halbem Wege zwischen Stendal und Rathenow. Trotz seiner ostelbischen Lage zählt Schönhausen (ohne Ortsteile), wie auch das nahe Fischbeck, historisch zur Altmark, während die übrigen Gebiete zwischen Elbe und Havel überwiegend zum Jerichowschen Kreis des Erzstifts und späteren Herzogtums Magdeburg gehörten.

### Gemeindegliederung
Zu Schönhausen gehören die Ortsteile Hohengöhren (seit 1. Januar 2010), Hohengöhren-Damm und Schönhausen-Damm.

## Geschichte

### Mittelalter bis Neuzeit

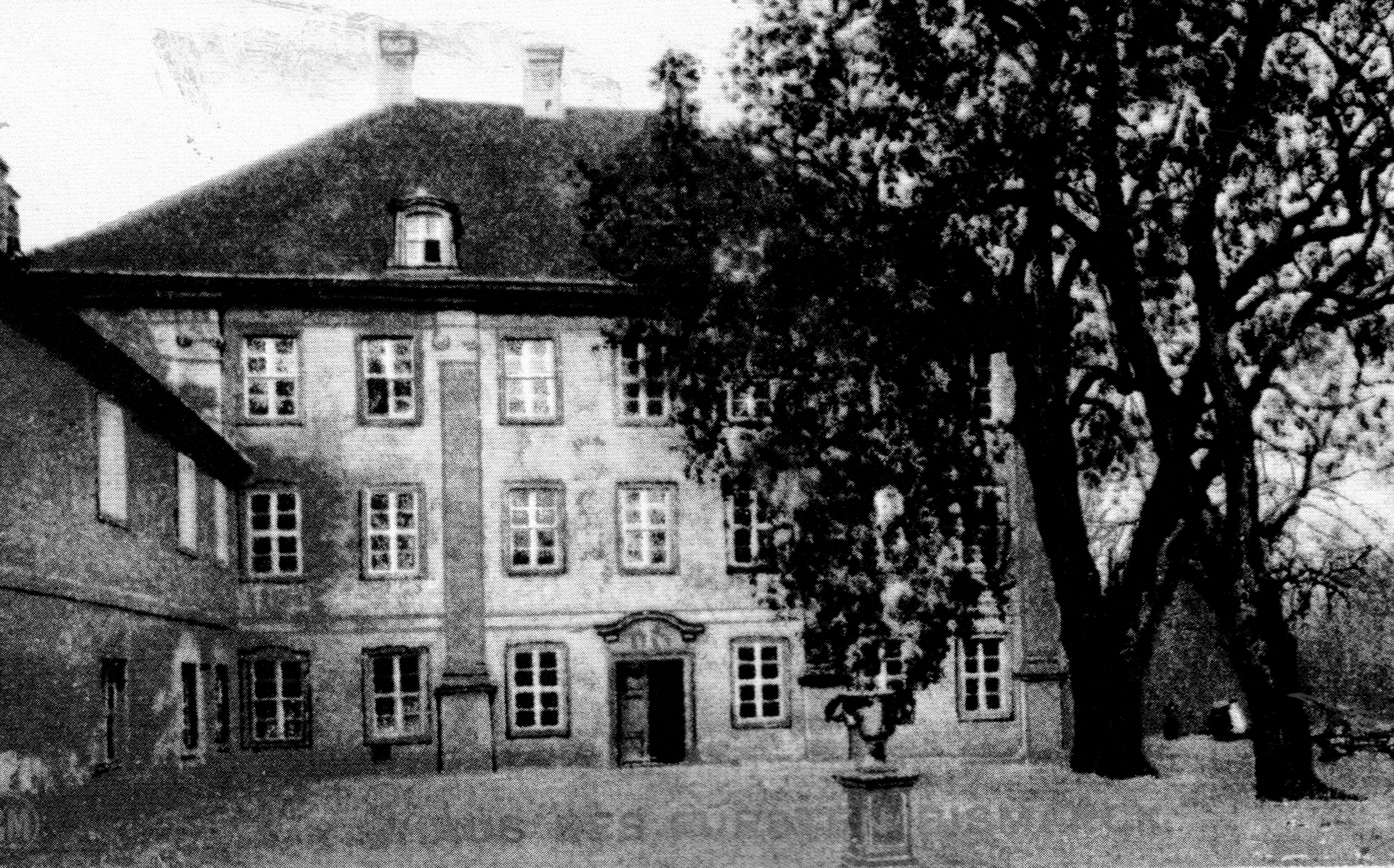
Schloss Schönhausen I, Bismarcks Geburtshaus (1958 teilgesprengt)

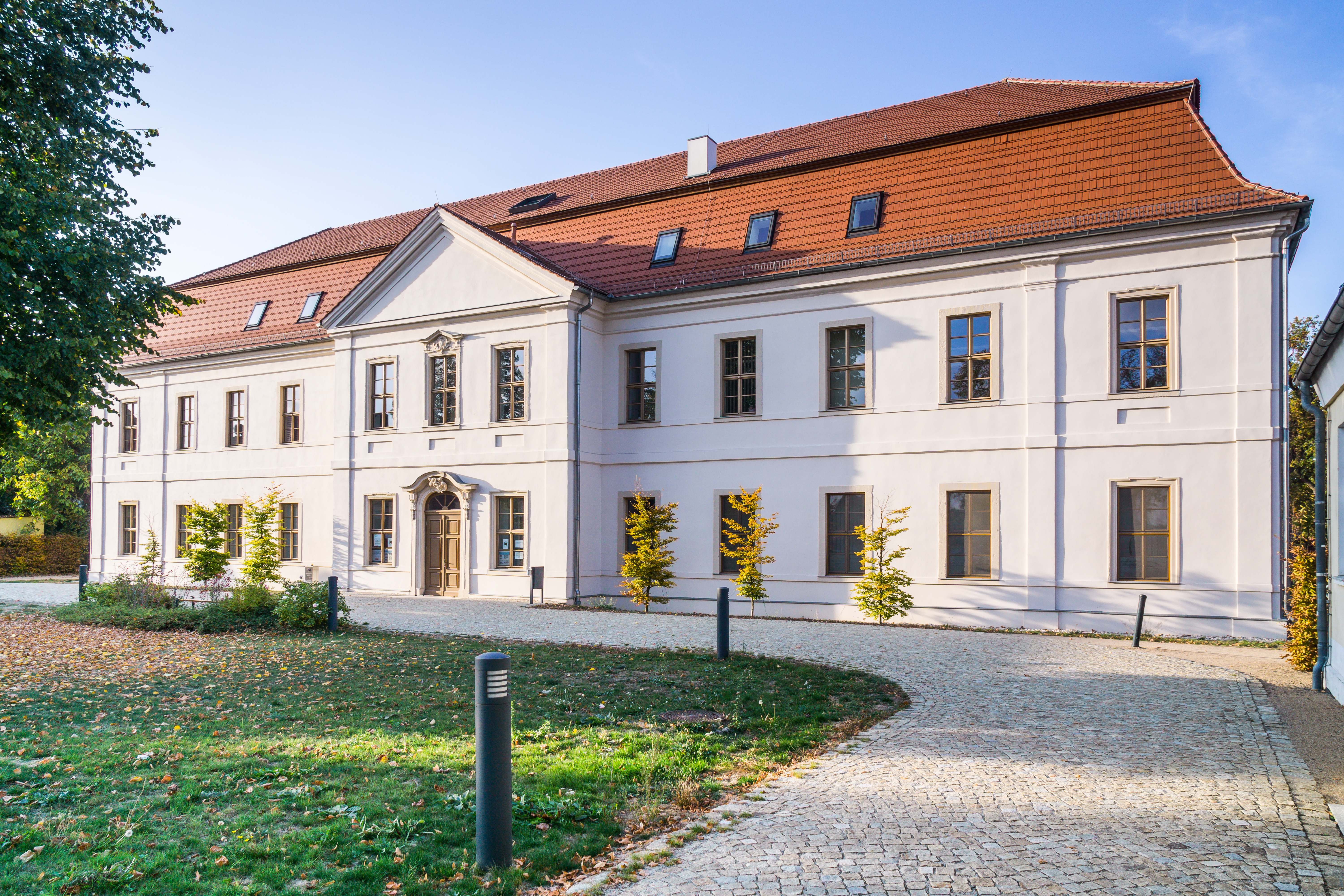
Schloss Schönhausen II, seit 2012 Bürgerzentrum

Schönhausen wurde am Anfang des 13. Jahrhunderts vom Bischof von Havelberg gegründet. Ältestes Gebäude des Ortes ist die 1212 geweihte romanische Backsteinkirche. Nach der Reformation kam Schönhausen an das Kurfürstentum Brandenburg. Durch den so genannten Permutationsvertrag (einen Gebietstausch) wurde der Ort 1562 Eigentum der Bismarcks. Während des Dreißigjährigen Krieges wurde das Dorf 1642 durch die Schweden schwer zerstört. Zu Beginn des 18. Jahrhunderts bauten die Bismarcks zwei Schlösser: Um 1700 wurde das Schloss I vollendet und ab 1729 entstand unter August II. von Bismarck (15. Mai 1666–18. Juni 1732) das Schloss II. Am 1. April 1815 wurde im Schloss Schönhausen I Otto von Bismarck geboren; seine Familie zog allerdings im folgenden Jahr nach Pommern.
1830 ersteigerte der Magdeburger Kaufmann und spätere Stadtrat Magdeburgs Ernst August Gaertner das überschuldete, bis dahin einem anderen Zweig der Familie Bismarck gehörende Schloss Schönhausen II. Der Neubürger Gaertner erwies sich in der Folgezeit als engagierter Förderer Schönhausens, durch Sanierung des Kirchturms mit der Grablege der Bismarcks, sowie Erweiterung des Friedhofs auf eigenem Gelände. Nach dem Tode Ernst August Gaertners im Jahr 1862 übernahm sein Sohn August Emil Gaertner das Gut Schönhausen II. Schließlich wurde es 1885 „von der deutschen Nation“ abgekauft und Bismarck zu seinem 70. Geburtstag geschenkt. Das darin dann eingerichtete Bismarck-Museum existierte an diesem Ort bis zum Jahr 1948. Danach wurde das Hauptgebäude in eine Grundschule verwandelt.
Nach dem Tod seines Vaters 1845 übernahm Otto von Bismarck das Gut Schönhausen I, zog nach Schönhausen und wurde bald Deichhauptmann der Mittelelbe in Jerichow. Als er 1847 in den Vereinigten Landtag einzog, später 1849 in den Preußischen Landtag, 1851 nach Frankfurt bzw. 1859 nach Petersburg als Gesandter, übernahm sein Nachbar Ernst August Gaertner von ihm zunächst das Amt des Deichhauptmanns, später auch die Verwaltung des Bismarckschen Gutes. Dies geschah vermutlich vom heute noch so bezeichneten Gaertner-Haus aus, das mit seiner ansprechenden Architektur und Ausstattung noch seine ehemalige Zweckbestimmung als Wohnung einer Dame der Bismarckfamilie widerspiegelt.
Am 16. Oktober 1917 ereignete sich ein schwerer Eisenbahnunfall: Ein Sonderzug mit Kindern und ein Güterzug stießen zusammen. 26 Menschen starben, 16 weitere wurden verletzt.
Rittergut und Schloss Schönhausen I wurden 1945 entschädigungslos enteignet. Am 2. August 1958 wurde das Schloss I auf Betreiben der DDR-Führung, die es als Symbol des preußischen Militarismus ansah, gesprengt. Dank des Mutes einer einzelnen Person, die sich weigerte, das Haus zu verlassen, blieb ein Seitenflügel, genannt Torhaus, erhalten. Einrichtungsgegenstände des Schlosses wurden Bestand des jetzigen Schönhausener Bismarck-Museums.

### Eingemeindungen
Schönhausen gehörte bis 1807 zum Tangermündeschen Kreis in der Altmark, dann bis 1813 zur Kurmark. Danach kam die Gemeinde zum Kreis Jerichow II, dem späteren Landkreis Jerichow II. Am 1. Oktober 1910 wurden die Gutsbezirke Schönhausen I und II zum Gutsbezirk Schönhausen vereinigt. Am 30. September 1928 wurde der Hauptteil des Gutsbezirks Schönhausen mit der Landgemeinde Schönhausen vereinigt. Eine Exklave in Größe von 13 Hektar kam zur Landgemeinde Fischbeck.
Am 1. Juli 1950 wurde Schönhausen in den Landkreis Genthin eingegliedert. Mit der DDR-Gebietsreform am 25. Juli 1952 kam Schönhausen zum Kreis Havelberg im Bezirk Magdeburg. Am 1. Juli 1994 kam die Gemeinde zum heutigen Landkreis Stendal.
Am 1. Januar 2010 wurde Hohengöhren eingemeindet.

### Einwohnerentwicklung

#### Gemeinde
| Jahr | Einwohner |
| ---- | --------- |
| 1772 | 0230      |
| 1784 | 0649      |
| 1790 | 0822      |
| 1798 | 0819      |
| 1801 | 0865      |
| 1818 | 1048      |

| Jahr | Einwohner |
| ---- | --------- |
| 1840 | 1297      |
| 1864 | 1560      |
| 1871 | 1658      |
| 1885 | 1772      |
| 1895 | 1918      |
| 1905 | 2051      |

| Jahr | Einwohner |
| ---- | --------- |
| 1925 | 2133      |
| 1939 | 2236      |
| 1946 | 3281      |
| 1964 | 2590      |
| 1971 | 2526      |
| 1981 | 2361      |

| Jahr | Einwohner |
| ---- | --------- |
| 1993 | 2301      |
| 2006 | 2008      |
| 2015 | [00]2165  |
| 2018 | [00]2125  |
| 2019 | [00]2123  |
| 2020 | [00]2179  |

| Jahr | Einwohner |
| ---- | --------- |
| 2021 | 2172      |
| 2022 | 2137      |

Quelle, wenn nicht angegeben, bis 2006:

#### Ortsteil
| Jahr | Einwohner |
| ---- | --------- |
| 2014 | 1730      |
| 2017 | 1690      |
| 2018 | 1666      |
| 2019 | 1660      |
| 2020 | 1697      |
| 2021 | 1705      |
| 2022 | 1680      |

## Politik

### Gemeinderat und Bürgermeister
Das Ergebnis der Kommunalwahl am 26. Mai 2019 führte zu folgender Sitzverteilung im Gemeinderat:
| Partei / Liste                                | Sitze |
| Christlich Demokratische Union (CDU)          | 6     |
| Sozialdemokratische Partei Deutschlands (SPD) | 4     |
| Die Linke                                     | 1     |
| Freie Demokratische Partei (FDP)              | 1     |
| Alternative Wählerliste Schönhausen (AWS)     | 2     |

### Wappen
| Wappen von Schönhausen | Blasonierung: „In Blau ein von drei silbernen Eichenblättern bewinkeltes goldenes Kleeblatt.“ |
| Wappen von Schönhausen | Wappenbegründung: Die Grundlage des Wappens bildete das Stammwappen des Adelsgeschlechts derer von Bismarck. Das Wappen wurde von dem Kommunalheraldiker Jörg Mantzsch neu gestaltet und am 24. April 2006 durch den Landkreis genehmigt. |

Die Farben der Gemeinde sind – abgeleitet von Hauptmotiv und Schildfarben – Weiß-Blau.

### Flagge
Die Flagge ist weiß-blau (1:1) gestreift (Längsform: Streifen senkrecht verlaufend, Querform: Streifen waagerecht verlaufend) und mittig mit dem Gemeindewappen belegt.

### Städtepartnerschaften
Partnergemeinde von Schönhausen ist Kirchlinteln in Niedersachsen.

## Kultur und Sehenswürdigkeiten

### Bismarck-Museum im Schloss I

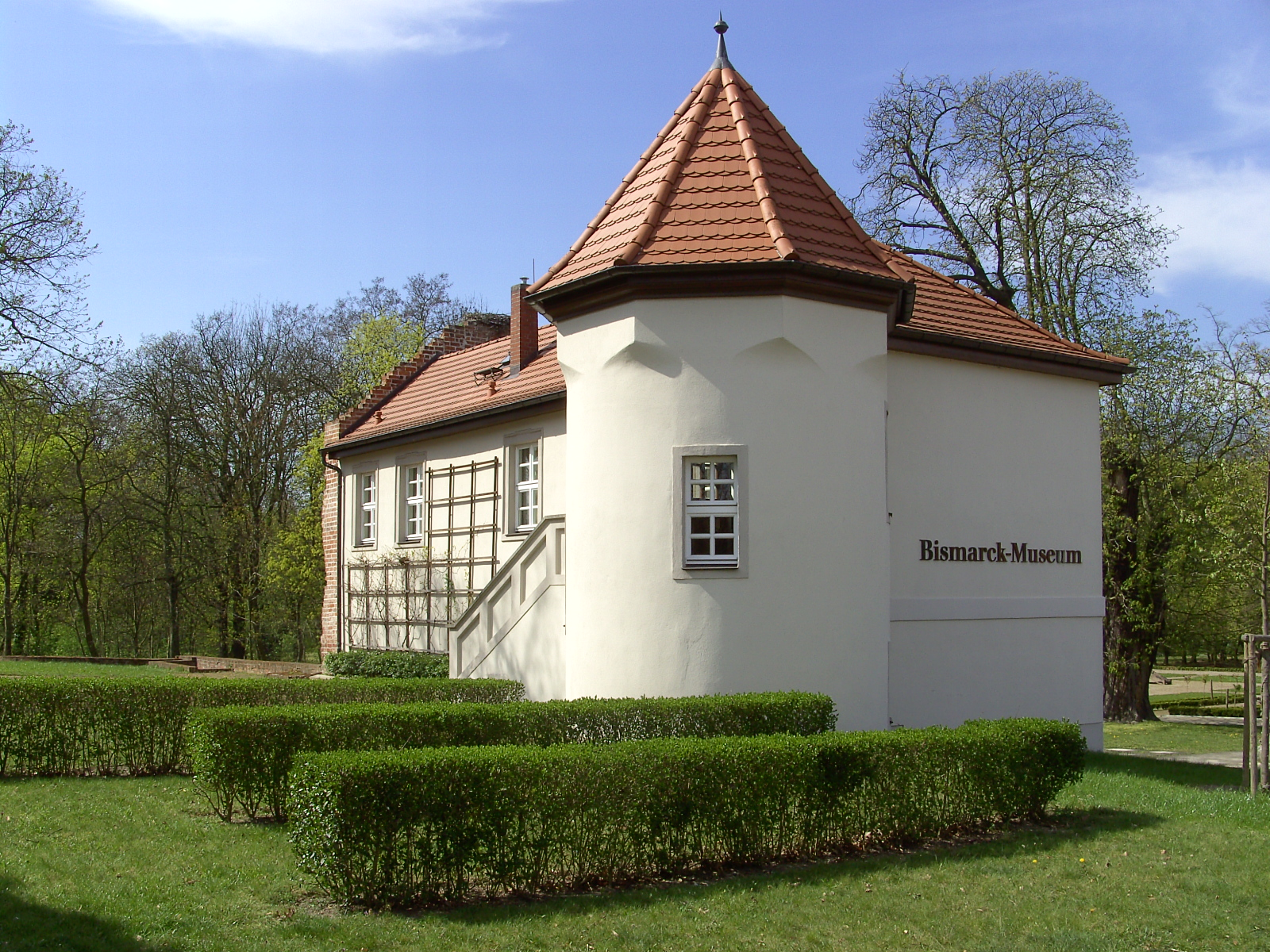
Bismarck-Museum im Schloss I

Das 1998 eingerichtete Bismarck-Museum ist im erhalten gebliebenen Seitenflügel, dem sogenannten Torhaus von Schloss I, untergebracht.

### Schloss II

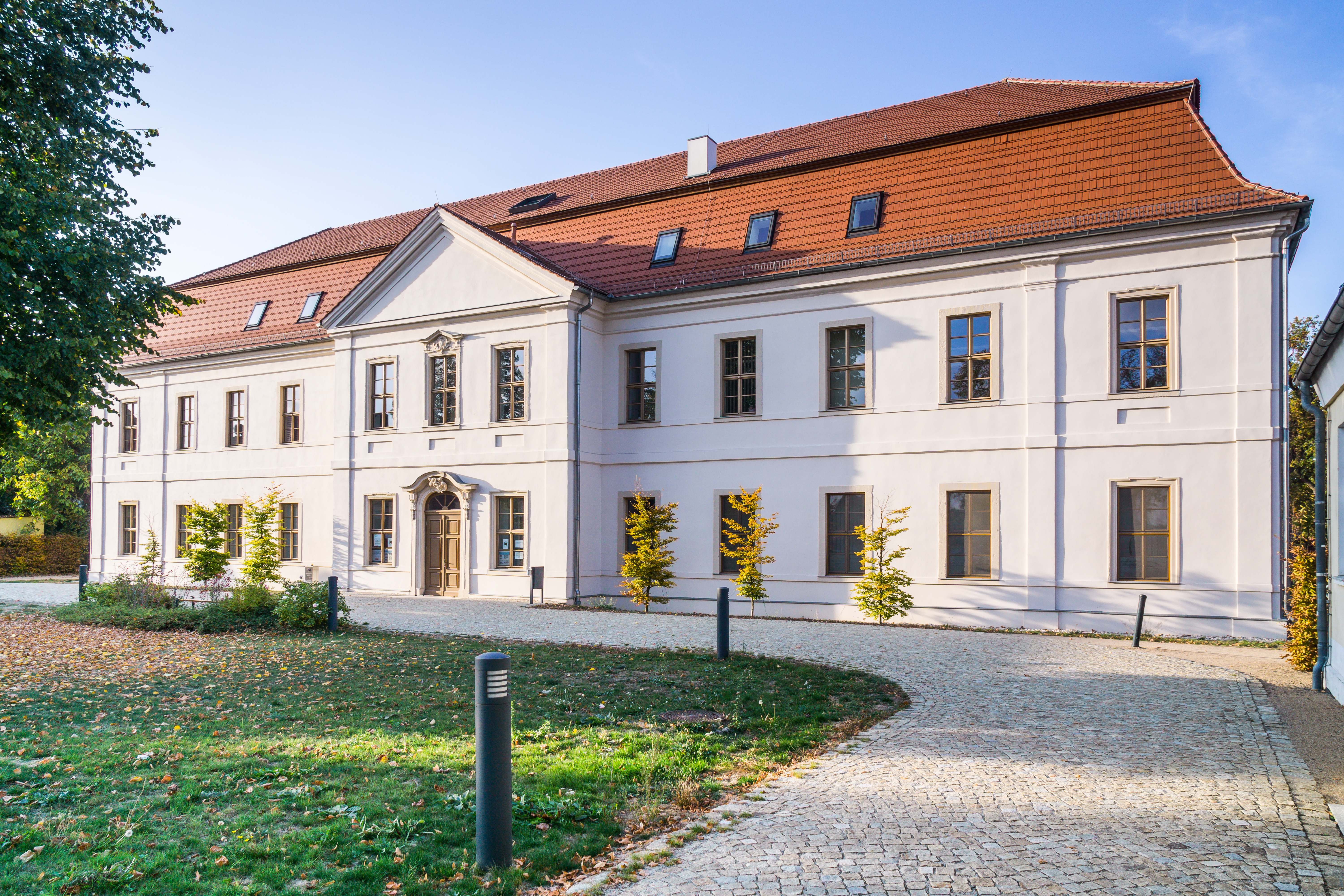
Schloss II

Einen Eindruck der ehemaligen Pracht der beiden Rittergüter Schönhausens gibt das auch als Ensemble erhaltene Schloss II wieder. Im Gebäude wurde bereits zu Lebzeiten Bismarcks (1891) ein Museum eingerichtet. 1927 wurde ein Teil der Sammlung nach Aumühle in die Villa Alter Forsthof transferiert und bildete den Grundstock des Bismarck-Museums Friedrichsruh. Im Jahr 1948 wurde das Bismarck-Museum aufgelöst und der Großteil der Objekte im Folgejahr in das neu gegründete Feudalmuseum im Schloss Wernigerode gebracht. Anschließend wurde das Gebäude von 1950 bis 2005 als Schule genutzt. Zuletzt war die Sekundarschule „Otto von Bismarck“ untergebracht. Seit 2012 wird das Schloss II als multifunktionales Bürgerzentrum der Verbandsgemeinde Elbe-Havel-Land genutzt.

### Dorfkirche

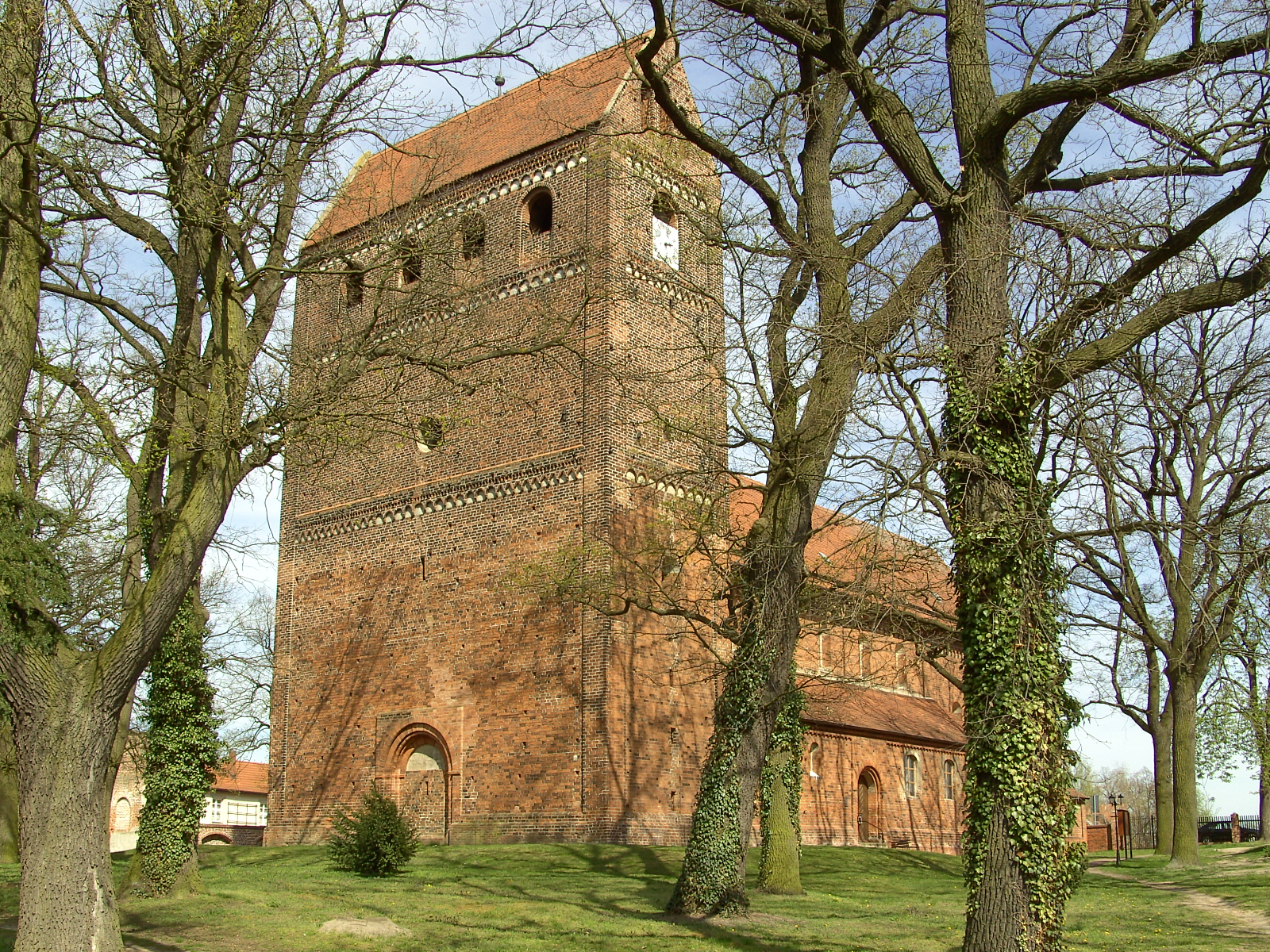
St. Marien und Willebrord

Die romanische Dorfkirche St. Marien und Willebrord wurde im Jahr 1212 erbaut. Sie war im Jahr 1815 Taufkirche Otto von Bismarcks.

### Parks
Der barocke Park war früher Teil des Rittergutes Schönhausen I. Die darin noch erhaltene Sandsteinstatue des Herkules soll der Überlieferung nach die Verschandelung seines Hinterteils einem in Wut abgegebenen Schrotschuss von Bismarcks nach einer erfolglosen Jagd zu verdanken haben.
Auch Schönhausen II verfügte ehemals über einen eigenen Park; Zeuge dessen ist die an das Anwesen hinten angrenzende Straße „Am Park“; hier wird die ehemalige Größe auch dieses Rittergutes erkennbar, das ebenso wie Schönhausen I über etwa 560 ha verfügte.

## Religionen

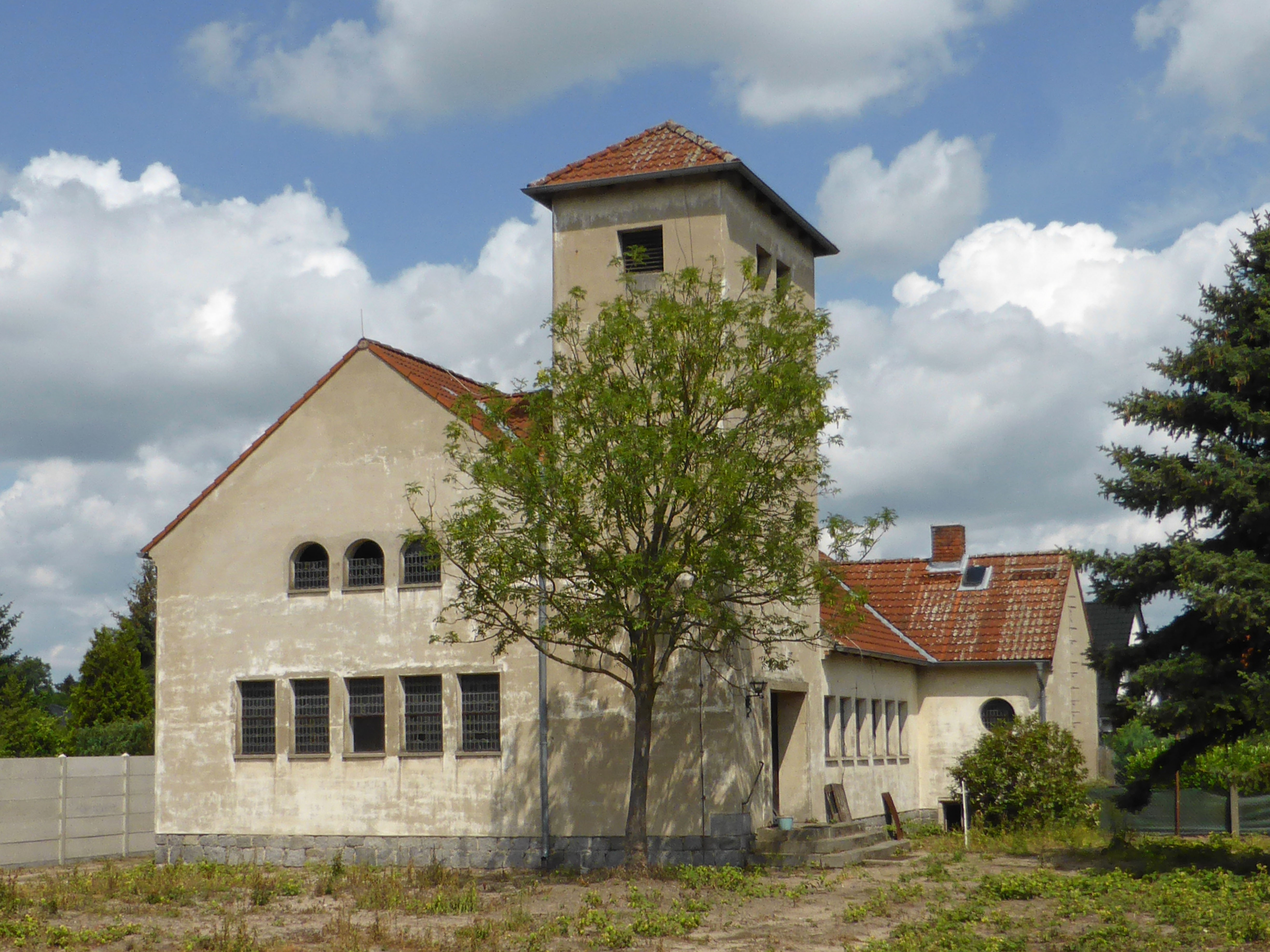
Ehemalige St.-Michael-Kirche (2017)

Die evangelische Kirche in Schönhausen ist Sitz des Pfarrbereiches Schönhausen, zu dem außer Schönhausen mit der romanischen Kirche St. Marien und Willebrord auch die Gemeinden Ferchels, Hohengöhren, Lübars-Neuermark, Molkenberg und Schollene gehören. Der Pfarrbereich Schönhausen gehört zum Kirchenkreis Stendal im Propstsprengel Stendal-Magdeburg der Evangelischen Kirche in Mitteldeutschland.
Nachdem sich im Zuge der Saar-Offensive ab 1939 katholische Evakuierte aus dem Saargebiet und aus dem Raum Trier, nach dem Zweiten Weltkrieg Flüchtlinge und Heimatvertriebene Deutsche aus Mittel- und Osteuropa, in Schönhausen niedergelassen hatten, wurde seitens der katholischen Pfarrei Tangermünde in Schönhausen eine Gottesdienststation eingerichtet. Von 1955 bis 1958 wurde mit Hilfe des Bonifatiuswerkes eine katholische Kirche in Schönhausen erbaut. Sie entstand nach Plänen des Architekten Johannes Reuter und wurde nach dem Erzengel Michael benannt. 1956 erfolgte die Grundsteinlegung, und am 26. September 1959 folgte ihre Weihe. Zur Gründung einer eigenen katholischen Kirchengemeinde kam es in Schönhausen nicht, 1976 kam Schönhausen wieder zur Kirchengemeinde Tangermünde zurück. Aufgrund zurückgehender Besucherzahlen fand um 1994 die letzte Heilige Messe statt, am 1. Juli 2004 erfolgte ihre Profanierung, und um 2007 wurde die an der Trübenstraße gelegene Kirche verkauft. Die nächstliegende katholische Kirche ist heute die Dreifaltigkeitskirche im rund 7 Kilometer entfernten Tangermünde.
Die Volkszählung in der Europäischen Union 2011 zeigte, dass von den 2.317 Einwohnern der Gemeinde „Schönhausen (Elbe)“ rund 21 % der evangelischen und knapp 3 % der katholischen Kirche angehörten.

## Verkehrsanbindung
Der Bahnhof Schönhausen (Elbe) liegt nördlich des Ortes an der Berlin-Lehrter Eisenbahn und wird von der Regionalbahn-Linie RB 34 Rathenow–Stendal im Zwei-Stunden-Takt angefahren. Die Schnellfahrstrecke Hannover–Berlin führt ohne Halt unmittelbar nördlich der Berlin-Lehrter Eisenbahn am Ort vorbei.
Der öffentliche Personennahverkehr wird unter anderem durch den PlusBus des Bahn-Bus-Landesnetz Sachsen-Anhalt erbracht. Folgende Verbindung, betrieben von der Stendalbus, führt durch Schönhausen:
- Linie 900: Stendal/Tangermünde ↔ Fischbeck ↔ Schönhausen ↔ Klietz ↔ Havelberg ↔ Glöwen

Der Ort liegt an der B 107 Pritzwalk–Havelberg–Genthin. Außerdem führt eine Straße Richtung Nordosten zur Siedlung Schönhauser Damm.

## Persönlichkeiten
- Georg Friedrich von Bismarck (* 1697, † 1767), auf Schönhausen I, Senior[27] des Domstifts und Domherr zu Havelberg
- August Adam Heinrich von Bismark (* 1739 in Schönhausen; † 1813 in Rathenow), preußischer Generalleutnant
- Karl Wilhelm Ferdinand von Bismarck (* 1771 in Schönhausen; † 1845 ebenda), preußischer Landedelmann
- Ernst August Gaertner (* 1794 in Magdeburg; † 1862 in Schönhausen), liberaler Politiker, Unternehmer, Deichhauptmann an der Mittelelbe und Philanthrop
- Bernhard von Bismarck (* 1810 in Schönhausen; † 1893 in Külz, Pommern), preußischer Kammerherr, Landrat und Geheimer Regierungsrat
- Otto von Bismarck (* 1815 in Schönhausen; † 1898 in Friedrichsruh), erster Kanzler des Deutschen Reichs, geboren im nicht mehr existierenden Schloss
- Busso von Bismarck (* 1824 in Schönhausen; † 1887 in Gotha), Jurist, Richter, Mitglied des Preußischen Abgeordnetenhauses
- Alwin Belger (* 1891 in Schönhausen; † 1945 in Bremen-Vegesack), Pädagoge und Schriftsteller
- Hannah von Bredow (* 1893 in Schönhausen; † 1971 in Hamburg-Bergedorf), Gegnerin des Nationalsozialismus
- Otto Fürst von Bismarck (* 1897 in Schönhausen; † 1975 in Friedrichsruh), Politiker und Diplomat
- Annett Louisan (* 1977 in Havelberg), aufgewachsen in Schönhausen, Musikerin

## Rundfunk-Feature
- Jens Sparschuh: Fürst von Bismarck für Feierlichkeiten zu vermieten. Ein Feature von MDR Kultur, 2015 (Online).